# William Titt
William Titt (Cork, 8 de fevereiro de 1881 — desconhecida) foi um ginasta britânico que competiu em provas de ginástica artística pela nação.
Titt é o detentor de uma medalha olímpica, conquistada na edição de 1912, nos Jogos de Estocolmo. Na ocasião, foi o medalhista de bronze da prova coletiva ao lado de seus 22 companheiros de equipe, quando foi superado pelas seleções da Itália e Hungria, primeira e segunda colocadas respectivamente.